# 弗雷什内
弗雷什内（法語：Freychenet）是法国阿列日省的一个市镇，属于富瓦区。该市镇2009年时的人口为90人。

## 人口
弗雷什内人口变化图示
| 数据来源：INSEE |